# Лендл, Иван
И́ван Лендл (чеш. Ivan Lendl; род. 7 марта 1960, Острава, Чехословакия) — чехословацкий, затем американский профессиональный теннисист, бывшая первая ракетка мира. Спортивное прозвище — «Иван Грозный».
- Восьмикратный чемпион турниров Большого шлема в одиночном разряде.
- Пятикратный победитель турнира Мастерс — итогового турнира года АТР.
- Обладатель Кубка Дэвиса 1980 года и Кубка наций 1981 года в составе сборной команды Чехословакии.
- Первая ракетка мира с 28 февраля 1983 года, сохранял титул (с перерывами) в течение 270 недель (четвертый результат в истории, после Пита Сампраса, Роджера Федерера и Новака Джоковича).

## Личная жизнь
Иван Лендл родился в марте 1960 года в Остраве в теннисной семье. Его мать, Ольга Лендлова, была одной из ведущих теннисисток Чехословакии и во внутреннем рейтинге поднималась до второй строчки, а отец, юрист Иржи Лендл, был 15-й ракеткой Чехословакии, а позже, в 1990 году, возглавил национальную теннисную федерацию.
С 1984 года Иван Лендл проживал в США, в 1987 году получил гринкарту. С 1985 года он отказывался выступать за сборную Чехословакии в Кубке Дэвиса. Иван хотел как можно быстрее получить гражданство США с тем, чтобы выступать за сборную США в Кубке Дэвиса, а также на Олимпийских играх 1988 года в Сеуле, но власти Чехословакии отказались предоставлять необходимые документы, и в итоге Иван стал гражданином США только 7 июля 1992 года, после чего официально смог выступать под флагом США. В итоге Лендл так и не сыграл ни на Олимпийских играх, ни в Кубке Дэвиса за сборную США.
Лендл женился в 1989 году. У Ивана и его жены Саманты пять дочерей: Марика, близнецы Каролина и Изабелла,  Даниэла и Никола. Будучи фанатичным болельщиком команды НХЛ «Хартфорд Уэйлерс», Лендл входил в состав её правления. Бывшего гражданина коммунистической Чехословакии отличают крайне консервативные взгляды: он поддерживает республиканцев и принципиально не делает различий между демократами и коммунистами.

## Игровая карьера
С 1978 года Иван Лендл выступал в сборной Чехословакии в Кубке Дэвиса. В тот же год он начал играть в открытых теннисных турнирах, дойдя до полуфинала в Экс-ан-Провансе и Барселоне. В мае 1979 года он уже сыграл в четвёртом круге Открытого чемпионата Франции после победы над знаменитым Артуром Эшем, а в июне в Брюсселе вышел в первый за карьеру финал турнира Гран-при. Через неделю он выиграл турнир Гран-при в Берлине в паре с Карлусом Кирмайром из Бразилии, а в сентябре помог сборной победить в европейской группе Кубка Дэвиса и пройти в межзональный турнир. По-настоящему серьёзно он заявил о себе на следующий год: в Кубке Дэвиса он одержал десять побед в десяти играх, завоевав для сборной впервые за её историю этот трофей, а в индивидуальных турнирах завоевал семь титулов и вышел в финал турнира Мастерс — итогового турнира сезона, хотя проиграл на групповом этапе Джимми Коннорсу; в финале он уступил Бьорну Боргу.
В последующие годы, хотя сборной Чехословакии не удалось удержать титула обладателей Кубка Дэвиса, сам Лендл продолжал показывать отличные результаты, и единственной категорией турниров, где ему не удавалось полноценно проявить себя, оставались турниры Большого шлема. В 1981 году он выиграл десять турниров в одиночном разряде, включая Мастерс, а также Кубок наций — второй по престижности международный мужской командный турнир, — и поднялся до второго места в рейтинге. На Открытом чемпионате Франции он дошёл до финала, победив в четвертьфинале Джона Макинроя, но в финале проиграл Конорсу. В 1982 году он стал победителем 15 турниров за сезон, включая Мастерс, где убедительно обыграл и Коннорса, и Макинроя; за год он одержал 107 побед при всего девяти поражениях, но при этом только один раз дошёл до финала турнира Большого шлема — Открытого чемпионата США, где проиграл Коннорсу. В 1983 году он записал на свой счёт семь титулов и уже в феврале занял первую строчку в рейтинге, но в главных турнирах года снова несколько раз оступился в финалах, проиграв в очередной раз в Открытом чемпионате США Коннорсу, в Открытом чемпионате Австралии Матсу Виландеру, а в Мастерс — Макинрою.
| Рейтинг в конце года           | Рейтинг в конце года | Рейтинг в конце года | Рейтинг в конце года | Рейтинг в конце года |
| ------------------------------ | -------------------- | -------------------- | -------------------- | -------------------- |
| 1978                           |                      |                      | 74                   |                      |
| 1979                           |                      |                      | 21                   |                      |
| 1980                           |                      |                      | 6                    |                      |
| 1981                           |                      |                      |                      |                      |
| 1982                           |                      |                      | 3                    |                      |
| 1983                           |                      |                      | 2                    |                      |
| 1984                           |                      |                      | 3                    |                      |
| 1985                           |                      |                      | 1                    |                      |
| 1986                           |                      |                      | 1                    |                      |
| 1987                           |                      |                      | 1                    |                      |
| 1988                           |                      |                      | 2                    |                      |
| 1989                           |                      |                      | 1                    |                      |
| 1990                           |                      |                      | 3                    |                      |
| 1991                           |                      |                      | 5                    |                      |
| 1992                           |                      |                      | 8                    |                      |
| 1993                           |                      |                      | 19                   |                      |
| источник: Рейтинг на сайте АТР |                      |                      |                      |                      |

Только в 1984 году Лендл доказал себе и окружающим, что ему под силу выигрывать и турниры Большого шлема. Ему удалось победить на Ролан Гаррос, обыграв в полуфинале Виландера, а в финале Макинроя. В финале Открытого чемпионата США и в финале Мастерс Макинрой, вернувший на тот момент себе звание первой ракетки мира, взял, однако, реванш. Лендлу удалось вернуться на первую строчку в рейтинге только в сентябре 1985 года, после победы на Открытом чемпионате США, который стал для него уже седьмым выигранным турниром за сезон. До конца сезона Лендл победил ещё на четырёх турнирах, включая Мастерс, выиграл золотую ракетку за третью победу в выставочном Чемпионате европейских чемпионов, а всего за год одержал 84 победы при семи поражениях. За год он три раза из пяти побеждал Макинроя (в том числе в командном Кубке мира, где эта победа стала единственным очком сборной Чехословакии в финале, где победили американцы), выиграл три встречи из четырёх у Виландера и всухую, со счётом 5-0, победил Коннорса. Двумя соперниками, за этот сезон имевшими положительный баланс против Лендла с одинаковым счётом 2-1, были Анри Леконт и совсем ещё юный Стефан Эдберг, нанесший ему при этом первое и последнее поражения за год — в феврале в Делрей-Бич и в декабре в полуфинале Открытого чемпионата Австралии. После этого сезона Лендл, к тому моменту проживавший в США, отказывался выступать за сборную Чехословакии в Кубке Дэвиса.
Лендл удерживал первое место в рейтинге АТР без перерыва с 9 августа 1985 года по 12 сентября 1988 года. За это время он выиграл более 20 турниров, в том числе три раза турнира Мастерс и по два раза — Открытые чемпионаты США и Франции. Ему также дважды подряд удалось за это время дойти до финала на Уимблдоне, но победить там он так и не сумел. По-прежнему недосягаемым для него оставался и титул победителя Открытого чемпионата Австралии. Он потерял место первой ракетки мира после поражения в финале Открытого чемпионата США 1988 года от Виландера, ставшего его преемником на вершине. Поражение от Виландера прервало серию из 27 побед подряд на Открытом чемпионате США — вторую по продолжительности в истории (на счету Билла Тилдена было 42 победы подряд в первой половине 1920-х годов).
Уже в конце января 1989 года Лендл вновь вернул себе первое место в рейтинге, выиграв первый в карьере Открытый чемпионат Австралии. Всего за сезон он выиграл 10 турниров из 17, одержав 79 побед при семи поражениях. Только двум соперникам за год удалось победить его дважды — Эдбергу (в том числе в полуфинале Мастерс) и Борису Беккеру (в полуфинале Уимблдона и финале Открытого чемпионата США). Финал Открытого чемпионата США стал для Лендла восьмым подряд, что было повторением рекорда Тилдена, поставленного более чем за 60 лет до этого.
В начале 1990 года Лендл во второй раз подряд выиграл Открытый чемпионат Австралии. Несмотря на то, что теперь в его активе было уже восемь побед на турнирах Большого шлема, ему никак не удавалось завоевать титул на Уимблдоне. Пытаясь лучше подготовиться к Уимблдонскому турниру 1990 года, Лендл отказался от участия в Открытом чемпионате Франции и прибыл в Англию намного раньше остальных претенденто. На предшествующем Уимблдону Queen's Club Championships он разгромил всех противников, включая Макинроя и Беккера, никому не отдав больше шести геймов за матч, но на самом Уимблдоне, как и за год до этого, проиграл в полуфинале — на сей раз в трёх сетах Эдбергу. Лендл продолжал оставаться первой ракеткой мира до 13 августа 1990 года, с начала сезона выиграв четыре турнира. В 1991 году третий подряд финал Открытого чемпионата Австралии он проиграл Беккеру. Этот финал стал последним в его карьере на турнирах Большого шлема, но в менее престижных турнирах он ещё завоевал шесть титулов и восемь раз проигрывал в финале. В последние годы выступлений он страдал от болей в спине, прервав из-за них, в частности, участие в Уимблдонском турнире 1993 года. Новая травма спины, полученная в 1994 году в матче второго тура Открытого чемпионата США против Бернда Карбахера, заставила его объявить в декабре об окончании активной карьеры. Всего за карьеру он выиграл 94 турнира в одиночном разряде (как минимум один титул в сезон с 1980 по 1993 год) и шесть в парном, а также по одному разу Кубок Дэвиса и Кубок наций со сборной Чехословакии. К моменту ухода с корта он являлся абсолютным рекордсменом профессиональных теннисных туров по заработанным призовым деньгам, получив за время выступлений свыше 21 миллиона долларов.

## Стиль игры
Ивану Лендлу лучше всего удавалась игра с задней линии, откуда он наносил мощные и сильно закрученные удары. Его отличали быстрота передвижения по корту, умение предвидеть действия соперника и воля к победе, позволявшие ему добиваться успехов несмотря на не слишком зрелищную игру. Самым сложным покрытием для него была трава: из всех турниров Большого шлема ему не покорился только Уимблдон, хотя он дважды играл там в финале и еще пять раз в полуфинале, а в целом одержал больше 77 % побед за 14 выступлений на этом турнире.
Хотя основных спортивных успехов Лендл добился в теннисе, ещё одной его страстью был гольф. Поэтому, в отличие от большинства ведущих теннисистов, из соображений удобства и престижа предпочитающих играть в вечерних матчах, он никогда не возражал против утренних игр, оставлявших ему бо́льшую часть дня для занятий гольфом.

## Участие в финалах турниров Большого шлема в одиночном разряде за карьеру (19)

### Победы (8)
| №  | Год  | Турнир                           | Покрытие | Соперник в финале | Счёт в финале           |
| -- | ---- | -------------------------------- | -------- | ----------------- | ----------------------- |
| 1. | 1984 | Открытый чемпионат Франции       | Грунт    | Джон Макинрой     | 3-6, 2-6, 6-4, 7-5, 7-5 |
| 2. | 1985 | Открытый чемпионат США           | Хард     | Джон Макинрой     | 7-61, 6-3, 6-4          |
| 3. | 1986 | Открытый чемпионат Франции (2)   | Грунт    | Микаэль Пернфорс  | 6-3, 6-2, 6-4           |
| 4. | 1986 | Открытый чемпионат США (2)       | Хард     | Милослав Мечирж   | 6-4, 6-2, 6-0           |
| 5. | 1987 | Открытый чемпионат Франции (3)   | Грунт    | Матс Виландер     | 7-5, 6-2, 3-6, 7-63     |
| 6. | 1987 | Открытый чемпионат США (3)       | Хард     | Матс Виландер     | 6-77, 6-0, 7-64, 6-4    |
| 7. | 1989 | Открытый чемпионат Австралии     | Хард     | Милослав Мечирж   | 6-2, 6-2, 6-2           |
| 8. | 1990 | Открытый чемпионат Австралии (2) | Хард     | Стефан Эдберг     | 4-6, 7-63, 5-2 отказ    |

### Поражения (11)
| №   | Год  | Турнир                           | Покрытие | Соперник в финале | Счёт в финале           |
| --- | ---- | -------------------------------- | -------- | ----------------- | ----------------------- |
| 1.  | 1981 | Открытый чемпионат Франции       | Грунт    | Бьорн Борг        | 1-6, 6-4, 2-6, 6-3, 1-6 |
| 2.  | 1982 | Открытый чемпионат США           | Хард     | Джимми Коннорс    | 3-6, 2-6, 6-4, 4-6      |
| 3.  | 1983 | Открытый чемпионат США (2)       | Хард     | Джимми Коннорс    | 3-6, 7-62, 5-7, 0-6     |
| 4.  | 1983 | Открытый чемпионат Австралии     | Трава    | Матс Виландер     | 1-6, 4-6, 4-6           |
| 5.  | 1984 | Открытый чемпионат США (3)       | Хард     | Джон Макинрой     | 3-6, 4-6, 1-6           |
| 6.  | 1985 | Открытый чемпионат Франции (2)   | Грунт    | Матс Виландер     | 6-3, 4-6, 2-6, 2-6      |
| 7.  | 1986 | Уимблдонский турнир              | Трава    | Борис Беккер      | 4-6, 3-6, 5-7           |
| 8.  | 1987 | Уимблдонский турнир (2)          | Трава    | Пэт Кэш           | 6-75, 2-6, 5-7          |
| 9.  | 1988 | Открытый чемпионат США (4)       | Хард     | Матс Виландер     | 4-6, 6-4, 3-6, 7-5, 4-6 |
| 10. | 1989 | Открытый чемпионат США (5)       | Хард     | Борис Беккер      | 6-72, 6-1, 3-6, 6-74    |
| 11. | 1991 | Открытый чемпионат Австралии (2) | Хард     | Борис Беккер      | 6-1, 4-6, 4-6, 4-6      |

## Участие в финалах итоговых турниров в одиночном разряде за карьеру (14)

### Победы (9)
| №  | Год  | Турнир                       | Покрытие | Соперник в финале | Счёт в финале             |
| -- | ---- | ---------------------------- | -------- | ----------------- | ------------------------- |
| 1. | 1981 | Мастерс, Нью-Йорк            | Ковёр    | Витас Герулайтис  | 6-75, 2-6, 7-66, 6-2, 6-4 |
| 2. | 1982 | Итоговый турнир WCT, Даллас  | Ковёр    | Джон Макинрой     | 6-2, 3-6, 6-3, 6-3        |
| 3. | 1982 | Итоговый турнир WCT, Неаполь | Ковёр    | Войцех Фибак      | 6-4, 6-2, 6-1             |
| 4. | 1982 | Мастерс, Нью-Йорк            | Ковёр    | Джон Макинрой     | 6-4, 6-4, 6-2             |
| 5. | 1982 | Итоговый турнир WCT, Детройт | Ковёр    | Гильермо Вилас    | 7-5, 6-2, 2-6, 6-4        |
| 6. | 1985 | Итоговый турнир WCT, Даллас  | Ковёр    | Тим Майотт        | 7-6, 6-4, 6-1             |
| 7. | 1985 | Мастерс, Нью-Йорк            | Ковёр    | Борис Беккер      | 6-2, 7-64, 6-3            |
| 8. | 1986 | Мастерс, Нью-Йорк            | Ковёр    | Борис Беккер      | 6-4, 6-4, 6-4             |
| 9. | 1987 | Мастерс, Нью-Йорк            | Ковёр    | Матс Виландер     | 6-2, 6-2, 6-3             |

### Поражения (5)
| №  | Год  | Турнир                      | Покрытие | Соперник в финале | Счёт в финале             |
| -- | ---- | --------------------------- | -------- | ----------------- | ------------------------- |
| 1. | 1980 | Мастерс, Нью-Йорк           | Ковёр    | Бьорн Борг        | 4-6, 2-6, 2-6             |
| 2. | 1983 | Итоговый турнир WCT, Даллас | Ковёр    | Джон Макинрой     | 2-6, 6-4, 3-6, 7-6, 6-7   |
| 3. | 1983 | Мастерс, Нью-Йорк           | Ковёр    | Джон Макинрой     | 3-6, 4-6, 4-6             |
| 4. | 1984 | Мастерс, Нью-Йорк           | Ковёр    | Джон Макинрой     | 5-7, 0-6, 4-6             |
| 5. | 1988 | Мастерс, Нью-Йорк           | Ковёр    | Борис Беккер      | 7-5, 6-75, 6-3, 2-6, 6-75 |

## Статистика выступлений в центральных турнирах за карьеру (одиночный разряд)
| Турниры Большого шлема     |               |               |               |               |               |               |               |               |               |               |               |               |               |               |               |               |               |               |               |        |        |
| Australian Open            | НУ            | НУ            | 2Р            | НУ            | НУ            | НУ            | НУ            | Ф             | 4Р            | 1/2           | Н/П           | 1/2           | 1/2           | П             | П             | Ф             | 1/4           | 1Р            | 4Р            | 2 / 12 | 48-10  |
| Roland Garros              | 1Р            | 4Р            | 3Р            | Ф             | 4Р            | 4Р            | 4Р            | 1/4           | П             | Ф             | П             | П             | 1/4           | 4Р            | НУ            | НУ            | 2Р            | 1Р            | 1Р            | 3 / 15 | 53-12  |
| Уимблдон                   | НУ            | 1Р            | 3Р            | 1Р            | НУ            | НУ            | НУ            | 1/2           | 1/2           | 4Р            | Ф             | Ф             | 1/2           | 1/2           | 1/2           | 3Р            | 4Р            | 2Р            | НУ            | 0 / 14 | 48-14  |
| US Open                    | НУ            | 2Р            | 1/4           | 4Р            | Ф             | Ф             | Ф             | Ф             | Ф             | П             | П             | П             | Ф             | Ф             | 1/4           | 1/2           | 1/4           | 1Р            | 2Р            | 3 / 16 | 73-13  |
| Итог                       | 0-1           | 4-3           | 9-4           | 9-3           | 9-2           | 9-2           | 9-2           | 20-4          | 20-3          | 20-3          | 20-1          | 24-2          | 20-4          | 21-3          | 16-2          | 13-3          | 12-4          | 1-4           | 4-3           | 8 / 57 | 222-49 |
| Итоговые турниры           |               |               |               |               |               |               |               |               |               |               |               |               |               |               |               |               |               |               |               |        |        |
| Мастерс/Чемпионат мира ATP | НУ            | НУ            | Ф             | П             | П             | П             | П             | Ф             | Ф             | П             | П             | П             | Ф             | 1/2           | 1/2           | 1/2           | НУ            | НУ            | НУ            | 5 / 12 | 39-10  |
| Итоговый турнир WCT        | НУ            | НУ            | НУ            | НУ            | П             | П2            | П3            | Ф             | НУ            | П             | НУ            | НУ            | НУ            | НУ            | Не проводился | Не проводился | Не проводился | Не проводился | Не проводился | 4 / 5  | 14-1   |
| Кубок Большого шлема       | Не проводился | Не проводился | Не проводился | Не проводился | Не проводился | Не проводился | Не проводился | Не проводился | Не проводился | Не проводился | Не проводился | Не проводился | Не проводился | Не проводился | 2Р            | 1/2           | НУ            | НУ            | НУ            | 0 / 2  | 3-2    |

## Финалы командных турниров (4)

### Победы (2)
| №  | Год  | Турнир                   | Команда                                             | Соперник в финале                                           | Счёт |
| 1. | 1980 | Кубок Дэвиса, Прага      | Чехословакия И. Лендл, Т. Шмид                      | Италия К. Барадзутти, П. Бертолуччи, Д. Оклеппо, А. Панатта | 4-1  |
| 2. | 1981 | Кубок Наций, Дюссельдорф | Чехословакия П. Корда, И. Лендл, П. Сложил, Т. Шмид | Австралия П. Макнамара, П. Макнами, К. Уорик                | 2-1  |

### Поражения (2)
| №  | Год  | Турнир                  | Команда                                   | Соперник в финале                               | Счёт |
| 1. | 1984 | Кубок мира, Дюссельдорф | Чехословакия И. Лендл, Т. Шмид            | США Д. Ариас, Д. Макинрой, П. Флеминг           | 1-2  |
| 2. | 1985 | Кубок мира, Дюссельдорф | Чехословакия И. Лендл, М. Мечирж, Т. Шмид | США Д. Коннорс, Д. Макинрой, Р. Сегусо, К. Флэк | 1-2  |